# Joseph Andrew Williams

Wappen von Joseph Andrew Williams als Weihbischof in Saint Paul and Minneapolis

Joseph Andrew Williams (* 2. Mai 1974 in Minneapolis, Minnesota) ist ein US-amerikanischer römisch-katholischer Geistlicher und Bischof von Camden.

## Leben
Joseph Andrew Williams besuchte die Saint Croix Catholic School in Stillwater und bis 1992 die Stillwater High School. Ein anschließendes Studium der Biologie an der University of Minnesota in Morris schloss er 1996 mit einem Bachelor of Arts ab. In dieser Zeit nahm er zwei Mal für die University of Minnesota an den NCAA Division III Tennis Championships teil. Von 1996 bis 1998 studierte er Philosophie an der Franciscan University of Steubenville und von 1998 bis 2002 Katholische Theologie am University of Saint Thomas and Saint Paul Seminary, an dem er einen Master of Divinity erwarb. Am 28. Mai 2002 empfing er in der Cathedral of Saint Paul durch den Erzbischof von Saint Paul and Minneapolis, Harry J. Flynn, das Sakrament der Priesterweihe für das Erzbistum Saint Paul and Minneapolis.
Williams war zunächst als Pfarrvikar der Cathedral of Saint Paul (2002–2004) und der Pfarrei Divine Mercy in Faribault (2004–2005) sowie als Koordinator des diözesanen Unterstützungsprogramms für Menschen mit Behinderung (2003–2005) tätig, bevor er Pfarrer der Pfarreien St. Mathias in Hampton und Saint Mary in New Trier wurde. Ab 2008 war Joseph Andrew Williams Pfarrer der Pfarrei St. Stephen in Minneapolis. 2018 wurde er zudem Bischofsvikar für die Seelsorge an den Hispanics und 2020 Pfarradministrator der Pfarrei Holy Rosary in Minneapolis. Darüber hinaus gehörte Williams dem Board of Trustees des Saint Paul Seminary und des Saint John Vianney College Seminary an und wirkte als Kaplan des Repräsentantenhauses von Minnesota.
Am 10. Dezember 2021 ernannte ihn Papst Franziskus zum Titularbischof von Idassa und zum Weihbischof in Saint Paul and Minneapolis. Der Erzbischof von Saint Paul and Minneapolis, Bernard Hebda, spendete ihm am 25. Januar 2022 in der Cathedral of Saint Paul die Bischofsweihe; Mitkonsekratoren waren der emeritierte Bischof von Des Moines, Richard Edmund Pates, und der Bischof von Crookston, Andrew Cozzens. Sein Wahlspruch Misericordiam volo („Barmherzigkeit will ich“) stammt aus Mt 12,7 . Als Weihbischof wirkte Williams ab Juli 2022 zudem als Moderator und Pfarrer in solidum der Pfarrei Our Lady of Guadalupe in Saint Paul. Überdies leitete er das Exekutivkomitee der zweiten Diözesansynode des Erzbistums Saint Paul and Minneapolis.
Am 21. Mai 2024 ernannte ihn Papst Franziskus zum Koadjutorbischof von Camden. Die Amtseinführung in Camden fand am 10. September desselben Jahres statt. Joseph Andrew Williams wurde am 17. März 2025 in Nachfolge von Dennis Joseph Sullivan, dessen altersbedingtes Rücktrittsgesuch am selben Tag angenommen worden war, Bischof von Camden.